# Силліманіт

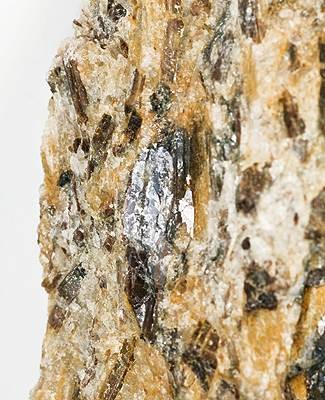
Силіманіт

Силліманіт — мінерал класу силікатів, підкласу стрічкових силікатів, острівної будови. Важливий мінерал силіманітових сланців, сировина для одержання силуміну.

## Історія та етимологія
Син. — бамліт, бухольцит, вьортит (вертит), ксеноліт, монроліт, фіброліт, блискучий шпат.
Силліманіт вперше був описаний як «фіброліт» графом де Бурноном (1802) з південної Індії, де він був знайдений у вигляді волокнистих агрегатів, що супроводжують корунд.
Силліманіт був названий на честь американського хіміка Бенджаміна Силлімана (1779—1864). Мінерал силліманіт, знайдений у Честері, штат Коннектикут, вперше був науково описаний у 1824 році американським хіміком та природознавцем Джорджем Т. Боуеном (1803-1828).

## Загальний опис
Хімічна формула:
- 1. За Є. Лазаренком, «Горной энциклопедией»: Al[6]Al[4]O[SiO4].
- 2. За «Fleischer's Glossary» (2018): Al2SiO5. Al ізоморфно заміняється Fe3+(не більше 2 %). Склад (у %): Al2O3 — 63,2; SiO2 — 36,8. Домішки: Mg, Ti, V, Li, La, Zr, Mn, Ba, Cr.

Сингонія ромбічна. Ромбо-дипірамідальний вид. Утворює волокнисті, голчаті кристали і аґреґати, а також щільні сплутано-волокнисті структури (фіброліт). Спайність довершена. Густина 3,24. Твердість 6,5-7,25. Сірого, сіро-бурого й блідо-зеленого кольору. Блиск скляний, у волокнистих аґреґатів з шовковистим відливом. Прозорий і напівпрозорий. Триморфний з кіанітом і андалузитом.
Важливий мінерал силіманітових сланців. 
Утворюється при контактовому метаморфізмі. 
Поширення: у високоякісних метаморфічних сланцях, гнейсах і роговиках; рідше в пегматитах. Також як уламковий мінерал.
Зустрічається як високотемпературний контактово-метаморфічний мінерал і мінерал кристалічних сланців та ґнейсів, багатих на Al2O3. Може накопичуватися у пісках і гравії, які утворюються після руйнування корінних порід. Знаходиться разом з андалузитом, дистеном, біотитом, шпінеллю, гранатом, кордієритом, польовими шпатами. 
Асоціює з корундом і кварцом, андалузитом, кіанітом, калійний польовий шпат, альмандином, кордієритом, біотитом.

## Розповсюдження
Типовою місцевістю для силліманіту є околиці міста Сушіце, Пльзенський край Чехія. У Німеччині в районі Лахер-Зее (громада Глес в землі Рейнланд-Пфальц), гірський масив Шпессарт, місцевість громади Боденмайс, а також гірський хребет Баварський ліс. Інші місця знахідок: гори Оденвальд (Гессен), гори Фіхтель (Баварія), Зібенгебірге (гірський район складі Німецького середньогір'я) — все ФРН; на території  громади Зелльрайн  округу Інсбрук-Ланд у землі Тіроль, Австрія, в районі міста Могок (Верхня М'янма), на землях комуни Бамле, район Телемарк, Норвегія, на височині Кейви (Кольський півострів), на гірському утворенні Кхазі-Гілс (шт. Ассам, Індія), в провінції Овернь, Франція, на Землі Ендербі, Антарктида.
Силліманіт був також знайдений в історичній місцевості США Брендівайн-Спрінгс, Округ Нью-Касл, Делавер. Законодавчий орган штату назвав його в 1977 році мінералом штату Делавер за пропозицією Delaware Mineralogical Society.
Родовища відомі в США, ПАР, Індії, Шрі-Ланці, Бразилії, Танзанії, Іспанії, Казахстані, Вірменії, Росії, Україні (Український щит).

## Збагачення та використання
Використовують як вогнетрив у керамічному виробництві для одержання силуміну. З руд С. вилучається гравітаційною, електростатичною і трибоелектричною сепарацією, а також флотацією. Використовується для виготовлення міцних вогнетривких матеріалів, спец. ізоляторів, осн. вид сировини для одержання кремній-алюмінієвого сплаву (силуміну). Прозорі забарвлені різновиди — коштовні камені IV порядку.